# Al-Ittihad (Aleppo)
El Al-Ittihad (Árabe: الاتحاد) es un club de fútbol de Siria fundado en 1953 en la ciudad de Aleppo. Es uno de los clubes más exitosos del país, Al-Ittihad ha ganado seis campeonatos de Liga Premier y nueve copas de Siria. En Asia, su mejor actuación fue en 2010 cuando se convirtieron en campeones de la Copa de la AFC.
El club juegan sus partidos como local en el Estadio Internacional de Aleppo desde su inauguración en 2007. El club anunció volver a competir de manera profesional en diciembre de 2016 luego de haber cesado la actividad de manera profesional en 2012 debido a la batalla de Alepo.

## Palmarés

### Torneos nacionales
- Liga Premier de Siria (7):

1967, 1968, 1977, 1993, 1995, 2005, 2025
- Copa de Siria (8):

1966, 1973, 1982, 1984, 1985, 1994, 2005, 2006

### Torneos internacionales
- Copa AFC (1):

2010.